# Symphony of Science
Symphony of Science es un proyecto musical creado por el músico electrónico John D. Boswell. 
El proyecto busca «difundir el conocimiento científico y la filosofía a través de remezclas musicales». Boswell utiliza audio y muestras de video de programas de televisión con científicos y educadores populares a las que ha corregido el tono de la voz para adecuarlo a la música. Los clips de audio y video se mezclan en mashups digitales así como con composiciones originales de Boswell. 
En los videos musicales aparecen científicos y divulgadores de primer orden en sus respectivos campos, tales como Carl Sagan, Richard Feynman, Neil deGrasse Tyson, Bill Nye o Stephen Hawking. El audio y el vídeo se obtiene de programas de divulgación científica populares como Cosmos (1980), El universo de Stephen Hawking (1997), El universo elegante(1999-libro, 2003-TV), The Eyes of Nye (2005) y El Universo (2007).
El primer video lanzado fue «A Glorious Dawn», el 21 de septiembre de 2009. Un mes más tarde, el vídeo recibió más de un millón de visitas y se situó como uno de los videos más votados de todos los tiempos en la categoría de música en YouTube. El 9 de noviembre de 2009, Third Man Records lanzó un sencillo de 7 pulgadas de «A Glorious Dawn» para conmemorar el 75.º aniversario del nacimiento de Carl Sagan.

## John D. Boswell
John D. Boswell asistió a la Escuela Preparatoria Gonzaga y se graduó en la universidad con un título en economía. Poco después, comenzó Colorpulse, un proyecto de música electrónica, y comenzó a concentrarse en la producción. Boswell vive en Bellingham, Washington. Su proyecto musical actual, Symphony of Science, tiene como objetivo difundir el conocimiento científico y la filosofía a través de remezcla musical «y para entregar el conocimiento científico y la filosofía en forma de musical».
El compositor había estado experimentando con el muestreo y la remezcla por algún tiempo antes de crear sus primeros videos de YouTube. Había trabajado con Auto-Tune en el pasado y pensaba que la gente podría estar interesada en escuchar cantar al astrónomo estadounidense Carl Sagan. 
Vio por primera vez Cosmos en 2004 y poco después compró la serie de DVD. Boswell buscó en estos episodios «citas profundas» que carecían de la música de fondo. Una vez encontradas estas citas, Boswell pasó por Auto-Tune la voz de Sagan y tomó las de mejores resultados. Después de completar lo que se convirtió en «A Glorious Dawn», Boswell publicó el vídeo en YouTube en septiembre de 2009 y para su sorpresa, el vídeo se hizo viral en una semana. Hasta la fecha, el vídeo ha recibido más de cinco millones de visitas y está considerado como uno de los videos más votados de todos los tiempos en la categoría de música.

## Crítica
La músico Carrie Brownstein encontró la idea de Symphony of Science «muy hermosa y sorprendente, tanto en su sinceridad como en su objetivo». También le gustó el «estilo hip-hop» de Bill Nye, mientras las manos y expresa «todos estamos conectados».
El escritor Nick Sagan, hijo de Carl Sagan, quedó impresionado con «A Glorious Dawn», lo que supone una crítica favorable y el sello de aprobación. Sagan escribe: «John Boswell en Colorpulse es un genio loco, muestra tanto Cosmos y la serie de El Universo de Stephen Hawking en 3 minutos y 34 segundos de genialidad pura, concentrada... Me encanta, me encanta, me encanta. A papá le hubiera encantado también».
El columnista Franklin Harris sostiene que los videos de Boswell muestran que la ciencia puede despertar las mentes de los artistas, tanto como la religión y la mitología en el pasado. Harris llama a los videos de «...arte para la era de la información, inspirado en la ciencia.».
New Music Transmission, un pódcast, dio a «A Glorious Dawn» críticas positivas y llamó a Symphony of Science «A thinking man's Pogo», en referencia al artista australiano electro que se presentó dos semanas antes.

## Piezas que componen Symphony of Science

### A Glorious Dawn
| A Glorious Dawn                                      | A Glorious Dawn            | A Glorious Dawn            |
| ---------------------------------------------------- | -------------------------- | -------------------------- |
| Distribución                                         | 21 de septiembre de 2009   | 21 de septiembre de 2009   |
| Ficha técnica                                        |                            |                            |
| Producción                                           | John D. Boswell            | John D. Boswell            |
| Actores colaboradores                                | Carl Sagan Stephen Hawking | Carl Sagan Stephen Hawking |
| Datos y cifras                                       |                            |                            |
| País(es)                                             | Estados Unidos             | Estados Unidos             |
| Año                                                  | 2009                       | 2009                       |
| Género                                               | música electrónica         | música electrónica         |
| Duración                                             | 3:34                       | 3:34                       |
| Sucesión de videos musicales                         |                            |                            |
| \| \| A Glorious Dawn[11] \| We Are All Connected \| |                            |                            |
| [ editar datos en Wikidata ]                         |                            |                            |
|                                                      | A Glorious Dawn            | We Are All Connected       |

|  | A Glorious Dawn | We Are All Connected |

### We Are All Connected
| We Are All Connected                                                         | We Are All Connected                                    | We Are All Connected                                    |
| ---------------------------------------------------------------------------- | ------------------------------------------------------- | ------------------------------------------------------- |
| Distribución                                                                 | 23 de enero de 2010                                     | 23 de enero de 2010                                     |
| Ficha técnica                                                                |                                                         |                                                         |
| Producción                                                                   | John D. Boswell                                         | John D. Boswell                                         |
| Actores colaboradores                                                        | Neil deGrasse Tyson Richard Feynman Carl Sagan Bill Nye | Neil deGrasse Tyson Richard Feynman Carl Sagan Bill Nye |
| Datos y cifras                                                               |                                                         |                                                         |
| País(es)                                                                     | Estados Unidos                                          | Estados Unidos                                          |
| Año                                                                          | 2010                                                    | 2010                                                    |
| Género                                                                       | música electrónica                                      | música electrónica                                      |
| Duración                                                                     | 4:12                                                    | 4:12                                                    |
| Sucesión de videos musicales                                                 |                                                         |                                                         |
| \| A Glorious Dawn \| We Are All Connected[12] \| Our Place in the Cosmos \| |                                                         |                                                         |
| [ editar datos en Wikidata ]                                                 |                                                         |                                                         |
| A Glorious Dawn                                                              | We Are All Connected                                    | Our Place in the Cosmos                                 |

| A Glorious Dawn | We Are All Connected | Our Place in the Cosmos |

### Our Place in the Cosmos
| Our Place in the Cosmos                                                          | Our Place in the Cosmos                               | Our Place in the Cosmos                               |
| -------------------------------------------------------------------------------- | ----------------------------------------------------- | ----------------------------------------------------- |
| Distribución                                                                     | 23 de noviembre de 2009                               | 23 de noviembre de 2009                               |
| Ficha técnica                                                                    |                                                       |                                                       |
| Producción                                                                       | John D. Boswell                                       | John D. Boswell                                       |
| Actores colaboradores                                                            | Carl Sagan Robert Jastrow Richard Dawkins Michio Kaku | Carl Sagan Robert Jastrow Richard Dawkins Michio Kaku |
| Datos y cifras                                                                   |                                                       |                                                       |
| País(es)                                                                         | Estados Unidos                                        | Estados Unidos                                        |
| Año                                                                              | 2009                                                  | 2009                                                  |
| Género                                                                           | música electrónica                                    | música electrónica                                    |
| Duración                                                                         | 4:21                                                  | 4:21                                                  |
| Sucesión de videos musicales                                                     |                                                       |                                                       |
| \| We Are All Connected \| Our Place in the Cosmos[13] \| The Unbroken Thread \| |                                                       |                                                       |
| [ editar datos en Wikidata ]                                                     |                                                       |                                                       |
| We Are All Connected                                                             | Our Place in the Cosmos                               | The Unbroken Thread                                   |

| We Are All Connected | Our Place in the Cosmos | The Unbroken Thread |

### The Unbroken Thread
| The Unbroken Thread                                                                                       | The Unbroken Thread                        | The Unbroken Thread                           |
| --- | ------------------------------------------ | --------------------------------------------- |
| Distribución                                                                                              | 6 de enero de 2010                         | 6 de enero de 2010                            |
| Ficha técnica                                                                                             |                                            |                                               |
| Producción                                                                                                | John D. Boswell                            | John D. Boswell                               |
| Actores colaboradores                                                                                     | Carl Sagan David Attenborough Jane Goodall | Carl Sagan David Attenborough Jane Goodall    |
| Datos y cifras                                                                                            |                                            |                                               |
| País(es)                                                                                                  | Estados Unidos                             | Estados Unidos                                |
| Año | 2010                                       | 2010                                          |
| Género | música electrónica                         | música electrónica                            |
| Duración                                                                                                  | 4:00                                       | 4:00                                          |
| Sucesión de videos musicales                                                                              |                                            |                                               |
| \| Our Place in the Cosmos \| The Unbroken Thread[14] \| The Poetry of Reality (An Anthem for Science) \| |                                            |                                               |
| [ editar datos en Wikidata ]                                                                              |                                            |                                               |
| Our Place in the Cosmos                                                                                   | The Unbroken Thread                        | The Poetry of Reality (An Anthem for Science) |

| Our Place in the Cosmos | The Unbroken Thread | The Poetry of Reality (An Anthem for Science) |

### The Poetry of Reality (An Anthem for Science)
| The Poetry of Reality (An Anthem for Science)                                                       | The Poetry of Reality (An Anthem for Science) | The Poetry of Reality (An Anthem for Science) |
| --------------------------------------------------------------------------------------------------- | --- | --- |
| Distribución                                                                                        | 25 de febrero de 2010 | 25 de febrero de 2010 |
| Ficha técnica                                                                                       | | |
| Producción                                                                                          | John D. Boswell | John D. Boswell |
| Actores colaboradores                                                                               | Michael Shermer Jacob Bronowski Carl Sagan Neil deGrasse Tyson Richard Dawkins Jill Tarter Lawrence M. Krauss Richard Feynman Brian Greene Stephen Hawking Carolyn Porco PZ Myers | Michael Shermer Jacob Bronowski Carl Sagan Neil deGrasse Tyson Richard Dawkins Jill Tarter Lawrence M. Krauss Richard Feynman Brian Greene Stephen Hawking Carolyn Porco PZ Myers |
| Datos y cifras                                                                                      | | |
| País(es)                                                                                            | Estados Unidos | Estados Unidos |
| Año                                                                                                 | 2010 | 2010 |
| Género                                                                                              | música electrónica | música electrónica |
| Duración                                                                                            | 3:06 | 3:06 |
| Sucesión de videos musicales                                                                        | | |
| \| The Unbroken Thread \| The Poetry of Reality (An Anthem for Science)[15] \| The Case for Mars \| | | |
| [ editar datos en Wikidata ]                                                                        | | |
| The Unbroken Thread                                                                                 | The Poetry of Reality (An Anthem for Science) | The Case for Mars |

| The Unbroken Thread | The Poetry of Reality (An Anthem for Science) | The Case for Mars |

### The Case for Mars
| The Case for Mars                                                                                | The Case for Mars                                  | The Case for Mars                                  |
| ------------------------------------------------------------------------------------------------ | -------------------------------------------------- | -------------------------------------------------- |
| Distribución                                                                                     | 3 de junio de 2010                                 | 3 de junio de 2010                                 |
| Ficha técnica                                                                                    |                                                    |                                                    |
| Producción                                                                                       | John D. Boswell                                    | John D. Boswell                                    |
| Actores colaboradores                                                                            | Robert Zubrin Carl Sagan Brian Cox Penelope Boston | Robert Zubrin Carl Sagan Brian Cox Penelope Boston |
| Datos y cifras                                                                                   |                                                    |                                                    |
| País(es)                                                                                         | Estados Unidos                                     | Estados Unidos                                     |
| Año                                                                                              | 2010                                               | 2010                                               |
| Género                                                                                           | música electrónica                                 | música electrónica                                 |
| Duración                                                                                         | 3:59                                               | 3:59                                               |
| Sucesión de videos musicales                                                                     |                                                    |                                                    |
| \| The Poetry of Reality (An Anthem for Science) \| The Case for Mars[16] \| A Wave of Reason \| |                                                    |                                                    |
| [ editar datos en Wikidata ]                                                                     |                                                    |                                                    |
| The Poetry of Reality (An Anthem for Science)                                                    | The Case for Mars                                  | A Wave of Reason                                   |

| The Poetry of Reality (An Anthem for Science) | The Case for Mars | A Wave of Reason |

### A Wave of Reason
| A Wave of Reason                                                     | A Wave of Reason | A Wave of Reason |
| -------------------------------------------------------------------- | --- | --- |
| Distribución                                                         | 23 de noviembre de 2010 | 23 de noviembre de 2010 |
| Ficha técnica                                                        | | |
| Producción                                                           | John D. Boswell | John D. Boswell |
| Actores colaboradores                                                | Bertrand Russell Carl Sagan Michael Shermer Sam Harris Carolyn Porco Lawrence M. Krauss Richard Dawkins Phil Plait Richard Feynman James Randi | Bertrand Russell Carl Sagan Michael Shermer Sam Harris Carolyn Porco Lawrence M. Krauss Richard Dawkins Phil Plait Richard Feynman James Randi |
| Datos y cifras                                                       | | |
| País(es)                                                             | Estados Unidos | Estados Unidos |
| Año                                                                  | 2010 | 2010 |
| Género                                                               | música electrónica | música electrónica |
| Duración                                                             | 3:50 | 3:50 |
| Sucesión de videos musicales                                         | | |
| \| The Case for Mars \| A Wave of Reason[18] \| The Big Beginning \| | | |
| [ editar datos en Wikidata ]                                         | | |
| The Case for Mars                                                    | A Wave of Reason | The Big Beginning |

| The Case for Mars | A Wave of Reason | The Big Beginning |

### The Big Beginning
| The Big Beginning                                                   | The Big Beginning                                                          | The Big Beginning                                                          |
| ------------------------------------------------------------------- | -------------------------------------------------------------------------- | -------------------------------------------------------------------------- |
| Distribución                                                        | 20 de enero de 2011                                                        | 20 de enero de 2011                                                        |
| Ficha técnica                                                       |                                                                            |                                                                            |
| Producción                                                          | John D. Boswell                                                            | John D. Boswell                                                            |
| Actores colaboradores                                               | Stephen Hawking Richard Dawkins Carl Sagan Tara Shears Neil deGrasse Tyson | Stephen Hawking Richard Dawkins Carl Sagan Tara Shears Neil deGrasse Tyson |
| Datos y cifras                                                      |                                                                            |                                                                            |
| País(es)                                                            | Estados Unidos                                                             | Estados Unidos                                                             |
| Año                                                                 | 2010                                                                       | 2010                                                                       |
| Género                                                              | música electrónica                                                         | música electrónica                                                         |
| Duración                                                            | 3:00                                                                       | 3:00                                                                       |
| Sucesión de videos musicales                                        |                                                                            |                                                                            |
| \| A Wave of Reason \| The Big Beginning[19] \| Ode to the Brain \| |                                                                            |                                                                            |
| [ editar datos en Wikidata ]                                        |                                                                            |                                                                            |
| A Wave of Reason                                                    | The Big Beginning                                                          | Ode to the Brain                                                           |

| A Wave of Reason | The Big Beginning | Ode to the Brain |

### Ode to the Brain
| Ode to the Brain                                                                        | Ode to the Brain                                                                            | Ode to the Brain                                                                            |
| --------------------------------------------------------------------------------------- | ------------------------------------------------------------------------------------------- | ------------------------------------------------------------------------------------------- |
| Distribución                                                                            | 23 de marzo de 2011                                                                         | 23 de marzo de 2011                                                                         |
| Ficha técnica                                                                           |                                                                                             |                                                                                             |
| Producción                                                                              | John D. Boswell                                                                             | John D. Boswell                                                                             |
| Actores colaboradores                                                                   | Robert Winston Vilayanur S. Ramachandran Carl Sagan Jill Bolte Taylor Bill Nye Oliver Sacks | Robert Winston Vilayanur S. Ramachandran Carl Sagan Jill Bolte Taylor Bill Nye Oliver Sacks |
| Datos y cifras                                                                          |                                                                                             |                                                                                             |
| País(es)                                                                                | Estados Unidos                                                                              | Estados Unidos                                                                              |
| Año                                                                                     | 2011                                                                                        | 2011                                                                                        |
| Género                                                                                  | música electrónica                                                                          | música electrónica                                                                          |
| Duración                                                                                | 3:41                                                                                        | 3:41                                                                                        |
| Sucesión de videos musicales                                                            |                                                                                             |                                                                                             |
| \| The Big Beginning \| Ode to the Brain[20] \| Children of Africa (The Story of Us) \| |                                                                                             |                                                                                             |
| [ editar datos en Wikidata ]                                                            |                                                                                             |                                                                                             |
| The Big Beginning                                                                       | Ode to the Brain                                                                            | Children of Africa (The Story of Us)                                                        |

| The Big Beginning | Ode to the Brain | Children of Africa (The Story of Us) |

### Children of Africa (The Story of Us)
| Children of Africa (The Story of Us)                                                    | Children of Africa (The Story of Us)                                                                            | Children of Africa (The Story of Us)                                                                            |
| --------------------------------------------------------------------------------------- | --- | --- |
| Distribución                                                                            | 6 de julio de 2011                                                                                              | 6 de julio de 2011                                                                                              |
| Ficha técnica                                                                           | | |
| Producción                                                                              | John D. Boswell                                                                                                 | John D. Boswell                                                                                                 |
| Actores colaboradores                                                                   | Jacob Bronowski Alice Roberts Carolyn Porco Jane Goodall Robert Sapolsky Neil deGrasse Tyson David Attenborough | Jacob Bronowski Alice Roberts Carolyn Porco Jane Goodall Robert Sapolsky Neil deGrasse Tyson David Attenborough |
| Datos y cifras                                                                          | | |
| País(es)                                                                                | Estados Unidos                                                                                                  | Estados Unidos                                                                                                  |
| Año                                                                                     | 2011 | 2011 |
| Género                                                                                  | música electrónica                                                                                              | música electrónica                                                                                              |
| Duración                                                                                | 3:58 | 3:58 |
| Sucesión de videos musicales                                                            | | |
| \| Ode to the Brain \| Children of Africa (The Story of Us)[21] \| The Quantum World \| | | |
| [ editar datos en Wikidata ]                                                            | | |
| Ode to the Brain                                                                        | Children of Africa (The Story of Us)                                                                            | The Quantum World                                                                                               |

| Ode to the Brain | Children of Africa (The Story of Us) | The Quantum World |

### The Quantum World
| The Quantum World                                                                          | The Quantum World                                                                | The Quantum World                                                                |
| ------------------------------------------------------------------------------------------ | -------------------------------------------------------------------------------- | -------------------------------------------------------------------------------- |
| Distribución                                                                               | 6 de septiembre de 2011                                                          | 6 de septiembre de 2011                                                          |
| Ficha técnica                                                                              |                                                                                  |                                                                                  |
| Producción                                                                                 | John D. Boswell                                                                  | John D. Boswell                                                                  |
| Actores colaboradores                                                                      | Morgan Freeman Frank Close Michio Kaku Brian Cox Richard Feynman Stephen Hawking | Morgan Freeman Frank Close Michio Kaku Brian Cox Richard Feynman Stephen Hawking |
| Datos y cifras                                                                             |                                                                                  |                                                                                  |
| País(es)                                                                                   | Estados Unidos                                                                   | Estados Unidos                                                                   |
| Año                                                                                        | 2011                                                                             | 2011                                                                             |
| Género                                                                                     | música electrónica                                                               | música electrónica                                                               |
| Duración                                                                                   | 3:28                                                                             | 3:28                                                                             |
| Sucesión de videos musicales                                                               |                                                                                  |                                                                                  |
| \| Children of Africa (The Story of Us) \| The Quantum World[22] \| Onward to the Edge! \| |                                                                                  |                                                                                  |
| [ editar datos en Wikidata ]                                                               |                                                                                  |                                                                                  |
| Children of Africa (The Story of Us)                                                       | The Quantum World                                                                | Onward to the Edge!                                                              |

| Children of Africa (The Story of Us) | The Quantum World | Onward to the Edge! |

### Onward to the Edge!
| Onward to the Edge!                                                              | Onward to the Edge!                         | Onward to the Edge!                         |
| -------------------------------------------------------------------------------- | ------------------------------------------- | ------------------------------------------- |
| Distribución                                                                     | 9 de noviembre de 2011                      | 9 de noviembre de 2011                      |
| Ficha técnica                                                                    |                                             |                                             |
| Producción                                                                       | John D. Boswell                             | John D. Boswell                             |
| Actores colaboradores                                                            | Neil deGrasse Tyson Brian Cox Carolyn Porco | Neil deGrasse Tyson Brian Cox Carolyn Porco |
| Datos y cifras                                                                   |                                             |                                             |
| País(es)                                                                         | Estados Unidos                              | Estados Unidos                              |
| Año                                                                              | 2011                                        | 2011                                        |
| Género                                                                           | música electrónica                          | música electrónica                          |
| Duración                                                                         | 3:34                                        | 3:34                                        |
| Sucesión de videos musicales                                                     |                                             |                                             |
| \| The Quantum World \| Onward to the Edge![23] \| The Greatest Show on Earth \| |                                             |                                             |
| [ editar datos en Wikidata ]                                                     |                                             |                                             |
| The Quantum World                                                                | Onward to the Edge!                         | The Greatest Show on Earth                  |

| The Quantum World | Onward to the Edge! | The Greatest Show on Earth |

### The Greatest Show on Earth
| The Greatest Show on Earth                                                                | The Greatest Show on Earth                  | The Greatest Show on Earth                  |
| ----------------------------------------------------------------------------------------- | ------------------------------------------- | ------------------------------------------- |
| Distribución                                                                              | 17 de enero de 2012                         | 17 de enero de 2012                         |
| Ficha técnica                                                                             |                                             |                                             |
| Producción                                                                                | John D. Boswell                             | John D. Boswell                             |
| Actores colaboradores                                                                     | David Attenborough Richard Dawkins Bill Nye | David Attenborough Richard Dawkins Bill Nye |
| Datos y cifras                                                                            |                                             |                                             |
| País(es)                                                                                  | Estados Unidos                              | Estados Unidos                              |
| Año                                                                                       | 2012                                        | 2012                                        |
| Género                                                                                    | música electrónica                          | música electrónica                          |
| Duración                                                                                  | 3:20                                        | 3:20                                        |
| Sucesión de videos musicales                                                              |                                             |                                             |
| \| Onward to the Edge! \| The Greatest Show on Earth[24] \| The World of the Dinosaurs \| |                                             |                                             |
| [ editar datos en Wikidata ]                                                              |                                             |                                             |
| Onward to the Edge!                                                                       | The Greatest Show on Earth                  | The World of the Dinosaurs                  |

| Onward to the Edge! | The Greatest Show on Earth | The World of the Dinosaurs |

### The World of the Dinosaurs
| The World of the Dinosaurs                                                                       | The World of the Dinosaurs                          | The World of the Dinosaurs                          |
| ------------------------------------------------------------------------------------------------ | --------------------------------------------------- | --------------------------------------------------- |
| Distribución                                                                                     | 20 de marzo de 2012                                 | 20 de marzo de 2012                                 |
| Ficha técnica                                                                                    |                                                     |                                                     |
| Producción                                                                                       | John D. Boswell                                     | John D. Boswell                                     |
| Actores colaboradores                                                                            | Alice Roberts Dallas Campbell Bill Nye Nigel Marven | Alice Roberts Dallas Campbell Bill Nye Nigel Marven |
| Datos y cifras                                                                                   |                                                     |                                                     |
| País(es)                                                                                         | Estados Unidos                                      | Estados Unidos                                      |
| Año                                                                                              | 2012                                                | 2012                                                |
| Género                                                                                           | música electrónica                                  | música electrónica                                  |
| Duración                                                                                         | 3:07                                                | 3:07                                                |
| Sucesión de videos musicales                                                                     |                                                     |                                                     |
| \| The Greatest Show on Earth \| The World of the Dinosaurs[25] \| The World of the Dinosaurs \| |                                                     |                                                     |
| [ editar datos en Wikidata ]                                                                     |                                                     |                                                     |
| The Greatest Show on Earth                                                                       | The World of the Dinosaurs                          | The World of the Dinosaurs                          |

| The Greatest Show on Earth | The World of the Dinosaurs | The World of the Dinosaurs |

### We are Star Dust
| We are Star Dust                                                                                               | We are Star Dust                                       | We are Star Dust                                       |
| --- | ------------------------------------------------------ | ------------------------------------------------------ |
| Distribución                                                                                                   | 9 de mayo de 2012                                      | 9 de mayo de 2012                                      |
| Ficha técnica                                                                                                  |                                                        |                                                        |
| Producción | John D. Boswell                                        | John D. Boswell                                        |
| Actores colaboradores                                                                                          | Neil deGrasse Tyson Lawrence M. Krauss Richard Feynman | Neil deGrasse Tyson Lawrence M. Krauss Richard Feynman |
| Datos y cifras                                                                                                 |                                                        |                                                        |
| País(es) | Estados Unidos                                         | Estados Unidos                                         |
| Año | 2012                                                   | 2012                                                   |
| Género | música electrónica                                     | música electrónica                                     |
| Duración | 2:58                                                   | 2:58                                                   |
| Sucesión de videos musicales                                                                                   |                                                        |                                                        |
| \| The World of the Dinosaurs \| We are Star Dust[26] \| Our Biggest Challenge (Climate Change Music Video) \| |                                                        |                                                        |
| [ editar datos en Wikidata ]                                                                                   |                                                        |                                                        |
| The World of the Dinosaurs                                                                                     | We are Star Dust                                       | Our Biggest Challenge (Climate Change Music Video)     |

| The World of the Dinosaurs | We are Star Dust | Our Biggest Challenge (Climate Change Music Video) |

### Our Biggest Challenge (Climate Change Music Video)
| Our Biggest Challenge (Climate Change Music Video)                                                          | Our Biggest Challenge (Climate Change Music Video)     | Our Biggest Challenge (Climate Change Music Video)     |
| --- | ------------------------------------------------------ | ------------------------------------------------------ |
| Distribución                                                                                                | 12 de septiembre de 2012                               | 12 de septiembre de 2012                               |
| Ficha técnica                                                                                               |                                                        |                                                        |
| Producción                                                                                                  | John D. Boswell                                        | John D. Boswell                                        |
| Actores colaboradores                                                                                       | David Attenborough Bill Nye Isaac Asimov Richard Alley | David Attenborough Bill Nye Isaac Asimov Richard Alley |
| Datos y cifras                                                                                              |                                                        |                                                        |
| País(es) | Estados Unidos                                         | Estados Unidos                                         |
| Año | 2012                                                   | 2012                                                   |
| Género | música electrónica                                     | música electrónica                                     |
| Duración | 3:48                                                   | 3:48                                                   |
| Sucesión de videos musicales                                                                                |                                                        |                                                        |
| \| We are Star Dust \| Our Biggest Challenge (Climate Change Music Video)[27] \| The Secret of the Stars \| |                                                        |                                                        |
| [ editar datos en Wikidata ]                                                                                |                                                        |                                                        |
| We are Star Dust                                                                                            | Our Biggest Challenge (Climate Change Music Video)     | The Secret of the Stars                                |

| We are Star Dust | Our Biggest Challenge (Climate Change Music Video) | The Secret of the Stars |

### The Secret of the Stars
| The Secret of the Stars                                                                                           | The Secret of the Stars                                             | The Secret of the Stars                                             |
| --- | ------------------------------------------------------------------- | ------------------------------------------------------------------- |
| Distribución | 26 de febrero de 2013                                               | 26 de febrero de 2013                                               |
| Ficha técnica |                                                                     |                                                                     |
| Producción | John D. Boswell                                                     | John D. Boswell                                                     |
| Actores colaboradores                                                                                             | Brian Cox Michio Kaku Neil deGrasse Tyson Lisa Randall Brian Greene | Brian Cox Michio Kaku Neil deGrasse Tyson Lisa Randall Brian Greene |
| Datos y cifras |                                                                     |                                                                     |
| País(es) | Estados Unidos                                                      | Estados Unidos                                                      |
| Año | 2013                                                                | 2013                                                                |
| Género | música electrónica                                                  | música electrónica                                                  |
| Duración | 3:37                                                                | 3:37                                                                |
| Sucesión de videos musicales                                                                                      |                                                                     |                                                                     |
| \| Our Biggest Challenge (Climate Change Music Video) \| The Secret of the Stars[28] \| Monsters of the Cosmos \| |                                                                     |                                                                     |
| [ editar datos en Wikidata ]                                                                                      |                                                                     |                                                                     |
| Our Biggest Challenge (Climate Change Music Video)                                                                | The Secret of the Stars                                             | Monsters of the Cosmos                                              |

| Our Biggest Challenge (Climate Change Music Video) | The Secret of the Stars | Monsters of the Cosmos |

### Monsters of the Cosmos
| Monsters of the Cosmos                                                        | Monsters of the Cosmos                                            | Monsters of the Cosmos                                            |
| ----------------------------------------------------------------------------- | ----------------------------------------------------------------- | ----------------------------------------------------------------- |
| Distribución                                                                  | 27 de agosto de 2013                                              | 27 de agosto de 2013                                              |
| Ficha técnica                                                                 |                                                                   |                                                                   |
| Producción                                                                    | John D. Boswell                                                   | John D. Boswell                                                   |
| Actores colaboradores                                                         | Neil deGrasse Tyson Michio Kaku Morgan Freeman Lawrence M. Krauss | Neil deGrasse Tyson Michio Kaku Morgan Freeman Lawrence M. Krauss |
| Datos y cifras                                                                |                                                                   |                                                                   |
| País(es)                                                                      | Estados Unidos                                                    | Estados Unidos                                                    |
| Año                                                                           | 2013                                                              | 2013                                                              |
| Género                                                                        | música electrónica                                                | música electrónica                                                |
| Duración                                                                      | 3:25                                                              | 3:25                                                              |
| Sucesión de videos musicales                                                  |                                                                   |                                                                   |
| \| The Secret of the Stars \| Monsters of the Cosmos[29] \| Waves of Light \| |                                                                   |                                                                   |
| [ editar datos en Wikidata ]                                                  |                                                                   |                                                                   |
| The Secret of the Stars                                                       | Monsters of the Cosmos                                            | Waves of Light                                                    |

| The Secret of the Stars | Monsters of the Cosmos | Waves of Light |

### Waves of Light
| Waves of Light                                                           | Waves of Light      | Waves of Light      |
| ------------------------------------------------------------------------ | ------------------- | ------------------- |
| Distribución                                                             | 28 de julio de 2015 | 28 de julio de 2015 |
| Ficha técnica                                                            |                     |                     |
| Producción                                                               | John D. Boswell     | John D. Boswell     |
| Actores colaboradores                                                    | Brian Cox           | Brian Cox           |
| Datos y cifras                                                           |                     |                     |
| País(es)                                                                 | Estados Unidos      | Estados Unidos      |
| Año                                                                      | 2015                | 2015                |
| Género                                                                   | música electrónica  | música electrónica  |
| Duración                                                                 | 3:56                | 3:56                |
| Sucesión de videos musicales                                             |                     |                     |
| \| Monsters of the Cosmos \| Waves of Light[30] \| Beyond the Horizon \| |                     |                     |
| [ editar datos en Wikidata ]                                             |                     |                     |
| Monsters of the Cosmos                                                   | Waves of Light      | Beyond the Horizon  |

| Monsters of the Cosmos | Waves of Light | Beyond the Horizon |

### Beyond the Horizon
| Beyond the Horizon                                                    | Beyond the Horizon                                       | Beyond the Horizon                                       |
| --------------------------------------------------------------------- | -------------------------------------------------------- | -------------------------------------------------------- |
| Distribución                                                          | 24 de octubre de 2015                                    | 24 de octubre de 2015                                    |
| Ficha técnica                                                         |                                                          |                                                          |
| Producción                                                            | John D. Boswell                                          | John D. Boswell                                          |
| Actores colaboradores                                                 | Bill Nye Neil DeGrasse Tyson Emily Lakdawalla Carl Sagan | Bill Nye Neil DeGrasse Tyson Emily Lakdawalla Carl Sagan |
| Datos y cifras                                                        |                                                          |                                                          |
| País(es)                                                              | Estados Unidos                                           | Estados Unidos                                           |
| Año                                                                   | 2015                                                     | 2015                                                     |
| Género                                                                | música electrónica                                       | música electrónica                                       |
| Duración                                                              | 4:08                                                     | 4:08                                                     |
| Sucesión de videos musicales                                          |                                                          |                                                          |
| \| Waves of Light \| Beyond the Horizon[31] \| The Nature of Sound \| |                                                          |                                                          |
| [ editar datos en Wikidata ]                                          |                                                          |                                                          |
| Waves of Light                                                        | Beyond the Horizon                                       | The Nature of Sound                                      |

| Waves of Light | Beyond the Horizon | The Nature of Sound |

### The Nature of Sound
| The Nature of Sound                                                                                                | The Nature of Sound                                 | The Nature of Sound                                         |
| --- | --------------------------------------------------- | ----------------------------------------------------------- |
| Distribución | 11 de enero de 2017                                 | 11 de enero de 2017                                         |
| Ficha técnica |                                                     |                                                             |
| Producción | John D. Boswell                                     | John D. Boswell                                             |
| Actores colaboradores                                                                                              | Brian Greene Bill Nye Yehudi Menuhin Evelyn Glennie | Brian Greene Bill Nye Yehudi Menuhin Evelyn Glennie         |
| Datos y cifras |                                                     |                                                             |
| País(es) | Estados Unidos                                      | Estados Unidos                                              |
| Año | 2017                                                | 2017                                                        |
| Género | música electrónica                                  | música electrónica                                          |
| Duración | 3:14                                                | 3:14                                                        |
| Sucesión de videos musicales                                                                                       |                                                     |                                                             |
| \| Beyond the Horizon \| The Nature of Sound[32] \| Children of Planet Earth: The Voyager Golden Record Remixed \| |                                                     |                                                             |
| [ editar datos en Wikidata ]                                                                                       |                                                     |                                                             |
| Beyond the Horizon                                                                                                 | The Nature of Sound                                 | Children of Planet Earth: The Voyager Golden Record Remixed |

| Beyond the Horizon | The Nature of Sound | Children of Planet Earth: The Voyager Golden Record Remixed |

### Children of Planet Earth: The Voyager Golden Record Remixed
| Children of Planet Earth: The Voyager Golden Record Remixed                                     | Children of Planet Earth: The Voyager Golden Record Remixed | Children of Planet Earth: The Voyager Golden Record Remixed |
| ----------------------------------------------------------------------------------------------- | ----------------------------------------------------------- | ----------------------------------------------------------- |
| Distribución                                                                                    | 10 de diciembro de 2018                                     | 10 de diciembro de 2018                                     |
| Ficha técnica                                                                                   |                                                             |                                                             |
| Producción                                                                                      | John D. Boswell                                             | John D. Boswell                                             |
| Datos y cifras                                                                                  |                                                             |                                                             |
| País(es)                                                                                        | Estados Unidos                                              | Estados Unidos                                              |
| Año                                                                                             | 2018                                                        | 2018                                                        |
| Género                                                                                          | música electrónica                                          | música electrónica                                          |
| Duración                                                                                        | 5:00                                                        | 5:00                                                        |
| Sucesión de videos musicales                                                                    |                                                             |                                                             |
| \| The Nature of Sound \| Children of Planet Earth: The Voyager Golden Record Remixed[33] \| \| |                                                             |                                                             |
| [ editar datos en Wikidata ]                                                                    |                                                             |                                                             |
| The Nature of Sound                                                                             | Children of Planet Earth: The Voyager Golden Record Remixed |                                                             |

| The Nature of Sound | Children of Planet Earth: The Voyager Golden Record Remixed |  |